# 에이레 누어
에이레 누어(아일랜드어: Éire Nua)는 "새로운 아일랜드"라는 뜻으로, 아일랜드 공화국군 임시파(PIRA)와 신페인당이 1970년대에서 1980년대 초까지 주장했던 연방제식 아일랜드 통일안이다.
에이레 누어에 따르면 북아일랜드가 영국의 지배로부터 해방되어야 함은 물론이고, 현재 존재하는 아일랜드 공화국 역시 1922년 영국에 의해 강제된 영애조약에 의해 건국된 것이므로 해체되어야 한다. 그리고 아일랜드의 전통적인 네 지방(얼스터, 먼스터, 렌스터, 코노트)가 연방주체가 되는 연방국가를 이루고 아일랜드 섬 중앙의 애슬론에 중앙의회를 설치한다.
1980년대 이후 에이레 누어는 내부적으로 인기를 잃어 거의 폐기되었다. 그러나 PIRA가 무장투쟁을 포기한 뒤에도 공화주의 신페인과 피어너 에이렌, 아일랜드 여성평의회는 에이레 누어를 지지하고 있다.